# Clemens Schaefer (Physiker)
Clemens Apollinarius Hubert Maria Schaefer (* 24. März 1878 in Remscheid; † 9. Juli 1968 in Köln) war ein deutscher Physiker.

## Leben und Werk
Schaefer war der Sohn des Juristen Andreas Schaefer (1835–1900) und dessen Ehefrau Maria geb. Menges (1840–1921). Er besuchte in Köln das Gymnasium und studierte dann an den Universitäten Bonn und Berlin. Er war aktives Mitglied der katholischen Studentenverbindungen Arminia Bonn und Askania (jetzt Askania-Burgundia Berlin) im KV. In Berlin promovierte Schaefer 1900 bei Emil Warburg mit einer experimentellen Arbeit (Über den Einfluß der Temperatur auf die Elasticität der Metalle) und war ab 1903 Privatdozent. 1910 wurde er in Breslau außerordentlicher Professor für theoretische Physik, nachdem er Assistent bei Otto Lummer und Ernst Pringsheim war, 1917 als Nachfolger Pringsheims ordentlicher Professor. 1920 bis 1926 war er Professor für Experimentalphysik in Marburg, deren Rektor er 1923/24 war. In Marburg wurde er Ehrenphilister der katholischen Studentenverbindung Thuringia im KV. 1926 ging Schaefer wieder als Professor (für Experimentalphysik) und Direktor des Physikalischen Instituts nach Breslau, wo Fritz Reiche sein Kollege war. Nach der Vertreibung im Januar 1945 lebte Schaefer in Köln und erhielt 1946 den Lehrstuhl für Allgemeine Physik an der Universität zu Köln.
Schaefer forschte auf sehr unterschiedlichen Gebieten von der Optik (1930 erschien sein „Das ultrarote Spektrum“ über Infrarotspektroskopie), Farbentheorie, Elastizität (zum Beispiel Ultraschall in Kristallen) bis zur Thermodynamik, sowohl theoretisch als auch experimentell. Er gab mit seinem Marburger und Breslauer Kollegen Ludwig Bergmann das bekannte Lehrbuch der Experimentalphysik heraus (in erster Auflage 1943 bei de Gruyter), dessen Nachfolger als „Bergmann-Schaefer“ noch heute völlig neu bearbeitet herausgegeben wird. Mit Bergmann schrieb er auch 1942 die „Grundaufgaben des physikalischen Praktikums“. Bekannt war auch seine dreibändige „Einführung in die theoretische Physik“ bei de Gruyter (zuerst 1921). 1919 erschien seine „Prinzipe der Dynamik“. Er schrieb auch einen Kommentar und gab die erdmagnetischen Arbeiten von Carl Friedrich Gauß in dessen Werkausgabe heraus.

## Ehrungen
Schaefer war Mitglied verschiedener Akademien der Wissenschaft (Halle/Saale, Bologna, Göttingen und München). Er erhielt zahlreiche Ehrungen, unter anderem die Gauss-Weber-Medaille der Georg-August-Universität Göttingen und das Große Bundesverdienstkreuz. Zu seinem 75. und 80. Geburtstag erschienen jeweils Festschriften. Zu seinen Doktoranden zählt Karl Wirtz.

## Familie
Schaefer starb 1968 im Alter von 90 Jahren in seiner Kölner Wohnung. 1905 hatte er Anna Hasse (1879–1947) geheiratet. Aus der Ehe stammt sein Sohn, der Althistoriker Hans Schaefer.  Nach dem Tod seiner Frau heiratete er in zweiter Ehe 1950 Ruth Amalie Maria Weiß (1917–2006). Die Familiengrabstätte befindet sich auf dem Kölner Melaten-Friedhof.